# 关中话
关中话一般指关中地区的方言，属於中原官话关中片或秦陇片，以西安地区发音为代表。陕西人一般稱呼的「陕西话」不等於关中话，例如晉語區的陕北话和西南官話區的陕南话就與關中話不同，一般可以从讲话者的口音判断讲话者来自何处。
除開陝北陝南，陝西話又可分为秦陇片的西府话和关中片的东府话。西府话分布在西安以西的宝鸡，甘肃天水、庆阳、平凉、陇南（部分地區）和宁夏固原南部；东府话主要分布在渭南市、西安市、铜川市、咸阳市、商洛市等地区。在西安等较大的城市中普通话普及很广，尤其是年轻一代，在日常交流中大多使用普通话或者“陕普”，口音受普通话影响很大，其关中话常是将普通话使用关中方言语调读出。因为華北官話方言发音比南方漢語更接近普通话，所以相对而言，華北方言流失更严重。陕西省目前已经开展方言建档工作，以保留部分語音。

## 声调系统
关中片一般有四个声调：阴平（21）[˨˩]、阳平（24）[˨˦]、上聲（53）[˥˧]、去聲（44）[˦˦]。
陰平主要來自中古漢語清聲母平聲字（陰平）、清聲母入聲字、次濁聲母入聲字。陽平主要來自中古次濁聲母平聲字、古全濁聲母平聲字（陽平）、古全濁聲母入聲字。此一歸派規律與晉語有關。上聲主要來自中古清聲母上聲字及次濁聲母上聲字。去聲主要來自中古去聲字及全濁聲母上聲字（濁上歸去）。

### 連讀变调
1、阴平（21）+阴平（21）=阳平（24）+阴平（21）
2、上（53）+上（53）=阴平（21）+上（53）

## 語音特点
- 读以零声母、y、w（/ʔ/、/j/、/w/）为开头的字时，会有ng（国际音标：/ŋ/）做为声母。
如：爱，读作“ngāi”；
安，读作“ngan”。
- 以西安為界，西府話和东府話最大的区别是，西府話前后鼻音基本不分，统一归作后鼻音，例in,en,un分别讀作ing,eng,ong；而东府则基本分明。
- t和q、j和z、d和j、y和n有部分混淆或颠倒。（陕西话使用区各地不尽一致）
如：就，读作“zōu” 或者“qiōu”，而“就”本来的发音“jiu”则用来表示蹲下的意思。

## 语法现象
1. 西安話把“我”读作“ngè”；当在“我”后面添加别的名词时，“我”又读作“ngǎi”或“ngái”（连读变调），例如“我妈”读作“ngǎi ma”->“ngái ma”(变调)。
2. 表示“很”怎么样，在形容词后加“的太太”或“的太”或“很”或“的怕怕”或“/nʲæn/”。如：今天很热。陕作：“今儿热的太太”，或“热的很”，或“热的怕怕”，或“热/nʲæn/”偶然也有使用“热地美”一说。

## 常见字词及惯用语
1. 㺑騞 [cán huō→cán huǒ]：形容詞，形容刀的鋒利，迅速，後引申為麻利，乾脆，厲害之意。如：辦事㺑騞；刀子㺑得很；刀子㺑騞得很。【考證】[cán]，本字疑為㺑（cán）：《說文》一曰賊疾也。[huō]，本字疑為騞（huō）：解牛聲。《莊子·養生主》奏刀騞然。象声词。快速；忽然。
2. 殻（què）：例如 「蟬殻（què）」；「看，這個蟬正在蛻殻兒（quèr）呢」。
3. 啥（sa）：疑问代词，表示“什么”
4. 是（si）：意思不变
5. 就（zou）：意思不變
6. 说（she/fuo/fie）：意思不变
7. 言传（nian chuan）：表示说话、发表意见
8. 巷（hang）：意思不变
9. 包、嫑（bao）：表示不要、否定，相当于“别”
10. 了（lie、lei）：意思不变
11. 粘（ran）：形容词，原意表示粘到一起的，引申为愚笨的、混乱的、梳理不清的；做动词表示粘贴，有时也用作胡说八道、胡乱做事。例如：“你别胡粘了！（ni bao hu ran lie）”表示劝诫对方不要再胡说八道或胡作非为了。
12. 我（ngè）、（nguò）、（ngan）人稱代詞指自己
13. 沃/未 （wò/wei、wai）那，那个
14. niǎ-人称代词，指他/她/他们或者别人
15. 做/弄（zou/nao）-动词，表示做事、干活、行动，相当于英语里的do。常用作“做/弄啥捏（zou/nao sā nie）？”来询问在干什么
16. 去（qī）- 意思不变
17. 牙（nia）：意思不变
18. 拾掇（shi duo/tuo）：动词，表示整理、清理、优化的意思，也可表示惩戒、责打的意思
19. 哈（ha）：贬义形容词，表示坏的、不好的。常用作“哈怂（ha song）”表示对人的否定或用作攻击语
20. 皮干（pi gan）：动词或形容词，表示挑衅、招惹、引战。
21. 美（mei）：形容词，表示好的、令人舒服的
22. 的/几很（di/ji hen）：程度状语，后置，表示程度大、多、高。例：美(的/几)很（mei di/ji hen)，
23. nia nia：诶呀（宝鸡地区）
24. 么（mo或me）：语气词，表示“没”或“没有”的否定答复
25. 捏（nie)：语气助词，无特定含义，通常附于问句、答句的末尾。例如“弄撒捏（neng sa nie）？学习捏。（xuo xi nie)”，表示“你在干什么？我在学习。”
26. 地（di）：表示所属关系，相当于“的”
27. 这达（zhe da），（zhi da）或这儿（zhi er）：地点代词，这里
28. 兀达（wu da）或兀儿（wu er）：地点代词，那里
29. 啊达（à da），（ya da）：代词，指代未知的地点，通常用于询问位置。一般回答用：在物儿（wu er）表所指的地点
30. 啊（个）是（à si）：哪？哪个是？一般回答用：沃（个）是（wo ge si）或未（个）是（wei ge si）某某
31. 夜个，（ye ge）-昨天
32. 前儿个，（qer ge）-前天
33. 后儿个，（her ge）-后天
34. 明儿个，（mier ge）-明天
35. 年司个-去年
36. 憎（zeng)-程度形容词，表示很多、很大；有时也用作贬义形容词表示令人不舒服、不愉快的，例如：“把人憎的！”
37. 咥(dié)-动词，表示吃饭、责打子女或打架
38. 耍（fa）-动词，同“玩”，表示玩乐、玩闹
39. 寻（xin)-动词，同“找”，表示寻找
40. 试和（si huo）- 口头语，表示尝试
41. 难厂-贬义形容词，表示困难的、不容易办的
42. 谝(pian)-聊天，说话，交流，常用作“谝闲（hán）传”，闲传指日常随意的闲话
43. 扎势(zǎ shī)-动词，贬义，指摆架子、虚荣、打肿脸充胖子的行为；也可用作贬义形容词
44. 花搅-动词，指开玩笑、恶作剧、取笑他人的行为，有时也用作男性骚扰、勾引女性之意。
45. 骚（sáo）情-贬义形容词，热情过分，讨好献媚之嫌
46. 木（mú）乱-贬义形容词，指不舒服、不适，思绪烦乱；也可做动词指骚扰、打扰他人
47. 穷忙(qíong mang)-形容词，表示赶快，匆忙
48. 细香、细法-细致、仔细
49. 嘹（liáo）-常用口头形容词，褒义，表示好的、优秀的、有意思的，常用作“嘹咋咧”表示极好的赞美
50. 扑西来海-形容词，贬义，表示邋遢、不整洁、不干净
51. 打圆-周围、附近
52. 麻达-名词，表示麻烦、问题，常用作“么马达”表示“没问题”。
53. 麻米儿-形容词，贬义，表不讲理、不明事理；也可做名词形容不讲理的人
54. 瓷马二楞/瓷嘛楞登-形容词，贬义，指人不机灵，迟钝
55. 克里马擦、克马-形容词，表示快速的、快捷的，常形容人的动作
56. 毕咧-口头形容词，贬义，表示完蛋了，指事态无可挽回
57. 噶达马西一和（huo）滩-贬义俗语，形容乱七八糟一大堆
58. 列远/里远（lie yuàn/li yuan）：一边去，站远
59. 成马咧（chéng mà lie）：程度状语，表示“非常的”。例如“快成马咧” = 非常的快
60. 贼/日/史（zei/ri/shi）：动词，属不文明用语，表示强暴、强奸，相当于“肏”。后面常加人名或家庭成员的代称以构成辱骂性质的人身攻击语。
61. 爵（jue）-代词，表示人及动物的足部或数学计量上的角度
62. 碎-形容词，表示小的、少的
63. 碎疙蚤娃/碎崽娃子/碎怂/碎子儿/碎皮-不文明用语，指淘气的小孩子或少年。也用作贬低、言语攻击他人
64. 翘儿（qiaor或者qier） - 名词，指鸟雀
65. 达（dá）-人称代词，爸爸或叔父（西安地区）
66. 爹爹：爸爸或叔父（宝鸡地区）
67. 糊砌（hú qi）：土坯
68. 圪蹴（ge jiu）：動詞，表示蹲下
69. 撒（sá）-名詞，指頭或头部
70. 咯拧：撒娇
71. 兮兮儿的（xi xier di） - 後置程度狀語，表示程度高的，常用作極度疲累（累得兮兮爾的了）
72. 锤子（chui/pfei zi) - 贬义感叹语或代词，属不文明用语，表示贬低或不满意，有时也用作加强语气的助词。例：“你做的事就是个锤子！”，“锤子！你胡说啥呢？（chui/pfei zi! ni hu she sa nie？）”
73. 拧次（ning ci）-动词，原本指身体的扭动、晃动，引申为说明做事拖拉不果断的形容词以及贬义动词。常以某个人“胡拧次（hu ning ci）”表示其胡作非为或传达说话者不认同其行事的情绪。
74. 些藻呼乱-形容词，形容人咋咋呼呼的样子。

## 出现陕西话的影视剧
- 《美丽的大脚》
- 《秋菊打官司》 例句：我就是要个说法！（ŋè zōusi yāoge shefa！）
- 《有话好好说》 例句：安红，我爱你！（ŋanhóng，ŋè ngāi nì）
- 《西安虎家》 例句：都累成马咧！（dou lēi cheng mà lie！）
- 《英雄》 例句：大风！（dā fěng！）
- 《12.1枪杀大案》例句：沃怂（wo song）有个枪。（wò sóng maoshou yòu ge qiang。那家伙口袋里有个枪。）
- 《神话》
- 《天下无贼》例句：么想到是我吧 （mo xiàngdāo si ŋè ba）
- 《武林外传》例句：我的神呀 （ŋè di shén ya）
- 《高兴》 例句：美地很！（mèi di hèn）
- 《疯狂的赛车》例句：没钱你还雇凶！
- 《让子弹飞》例句：我是来要钱的，不给钱我不走（ŋè si lái yāo qián di,bu gèi qián ŋè bu zòu）